# Пшеничківська волость
Пшеничківська волость — історична адміністративно-територіальна одиниця Канівського повіту Київської губернії з центром у селі Пшеничники.
Станом на 1886 рік складалася з 11 поселень, 10 сільських громад. Населення — 8683 осіб (4213 чоловічої статі та 4470 — жіночої), 1155 дворових господарств.
|                     | Площа, десятин | У тому числі орної, дес. |
| ------------------- | -------------- | ------------------------ |
| Сільських громад    | 5730           | 4214                     |
| Приватної власності | 5320           | 2642                     |
| Іншої власності     | 212            | 184                      |
| Загалом             | 11262          | 7040                     |

Основні поселення волості:
- Пшеничники — колишнє власницьке село, 1009 осіб, 128 дворів, православна церква, школа, лікарня, постоялий будинок, лавка.
- Бобриця — колишнє власницьке село при урочищах Томків и Пашків, 1022 особи, 103 двори, православна церква, школа, 2 постоялих будинки.
- Бучак — колишнє власницьке село при річці Дніпро, 583 особи, 98 дворів, постоялий будинок, винокурний завод.
- Глинча — колишнє власницьке село, 572 особи, 88 дворів, сиротинець.
- Грищинці — колишнє власницьке село при урочищі Рудь, 1100 осіб, 179 дворів, православна церква, школа, 2 постоялих будинки.
- Іваньків — колишнє власницьке село при урочищі Калашник, 993 особи, 117 дворів, постоялий будинок.
- Селище — колишнє власницьке село при річці Дніпро, 638 осіб, 76 дворів, православна церква, школа, постоялий будинок.
- Трощин — колишнє власницьке село при урочищі Калашник, 827 осіб, 119 дворів, православна церква, школа, постоялий будинок, бурякоцукровий завод.
- Черниші — колишнє власницьке село при урочищі Рудь, 919 осіб, 146 дворів, православна церква, школа, постоялий будинок.

Старшинами волості були:
- 1909—1910 роках — Яків Костянтинович Крайович[2],[3];
- 1912—1913 роках — Григорій Іванович Устенко[4],[5];
- 1915 року — Омелян Сергійович Костенко[6].